# 홍화리
홍화리(2005년 2월 21일~)는 대한민국의 배우이자 모델이다. 전직 야구 선수 홍성흔과 전직 모델 김정임의 딸이다.

## 학력
- 경복초등학교 (졸업)
- 강일중학교 (졸업)
- 대원외국어고등학교 중국어학과 (졸업)
- 중앙대학교 사회복지학과 (재학)

## 출연작

### 드라마
- 2014년 KBS2 《참 좋은 시절》 ... 강동주 역
- 2015년 KBS2 《블러드》 ... 이나정 역
- 2015년 KBS2 《오 마이 비너스》 ... 어린 강주은 역(신민아 아역)

### 영화
- 2015년 《오늘의 연애》 - 어린 김현우 역(문채원 아역)

### 방송
- 2011년 ~ 2014년 SBS 《스타 주니어쇼 붕어빵》
- 2015년 투니버스 《막이래쇼: 무작정 여행단》 ... MC
- 2017~2018년 tvN 《둥지탈출 2 - 그리스 편》
- 2018년 tvN 《둥지탈출 3 - 대만 편》 - 대만 편
- 2019년 tvN 《애들생각》 ... 10대 자문단
- 2020년 MBC 《공부가 머니?》 - (8월 4일~11일)
- 2021년 JTBC 《투모로우 클라스》

## 수상 경력
- 2014년 KBS 연기대상 청소년 연기상 《참 좋은 시절》